# 6816 Barbcohen
6816 Barbcohen eller 1981 EB28 är en asteroid i huvudbältet som upptäcktes den 2 mars 1981 av den amerikanska astronomen Schelte J. Bus vid Siding Spring-observatoriet. Den är uppkallad efter amerikanen Barbara A. Cohen.